# Bruno Sattler
Bruno Sattler (* 17. April 1898 in Schmargendorf bei Berlin; † 15. Oktober 1972 in Leipzig) war ein deutscher Polizist und SS-Offizier. Er war in der NS-Zeit Kriminaldirektor, SS-Sturmbannführer und von 1942 bis 1944 Leiter der Gestapo in Belgrad im besetzten Serbien.

## Herkunft und Studium
Bruno Sattler wurde in Schmargendorf bei Berlin geboren. Er nahm noch als Schüler am Ersten Weltkrieg teil und legte 1919 sein Abitur ab. Anschließend begann er in Berlin ein Studium der Nationalökonomie und der Botanik. Seit 1919 war er Mitglied der Berliner Burschenschaft Germania. 1920 trat Sattler dem Freikorps „Brigade Ehrhardt“ bei und nahm am Kapp-Putsch teil. Sein Vater starb 1922, das Familienvermögen löste sich sehr schnell auf. Noch im selben Jahr brach er sein Studium ab und schlug sich mit Gelegenheitsjobs durch. Im Berliner Kaufhaus Wertheim war er z. B. als Verkäufer für Uhren und Silberwaren tätig und konnte so seine Mutter finanziell unterstützen.

## Bei der Gestapo
1928 trat Sattler in die Berliner Kriminalpolizei ein und absolvierte eine Ausbildung zum Kriminalkommissar. 1931 wurde er Mitglied der NSDAP mit der Mitgliedsnummer 637.954. Mit der Gründung der Geheimen Staatspolizei (Gestapo) 1933 wechselte er von der Kriminalpolizei in das Amt der Gestapo und wurde noch im gleichen Jahr zum Leiter des Referates für die Überwachung der Sozialdemokratie und der sozialdemokratischen Gewerkschaften ernannt. Nach dem Geschäftsverteilungsplan der Gestapo vom 22. Januar 1934 hatte er das Dezernat III B 2 „SPD, SAP, Reichsbanner, Gewerkschaften, Sonderaufträge“ inne. Sein Vorgesetzter war Kriminalpolizeirat Hubert Geissel (1891–1938). In dieser Phase führte Sattler mehrere V-Männer, darunter auch den späteren SPD-Bundestagsabgeordneten Herbert Kriedemann, der unter dem Decknamen „S 9“ geführt wurde. Kriedemann bestritt nach Kriegsende diese Tätigkeit, sie kann jedoch inzwischen als gesichert gelten.
Obwohl es nicht zu unmittelbar zu seinem Zuständigkeitsbereich gehörte, war er für die Ermordung der vier Kommunisten John Schehr, Eugen Schönhaar, Erich Steinfurth und Rudolf Schwarz, die in der Nacht vom 1. auf den 2. Februar 1934 am Berliner Schäferberg auf der Flucht erschossen wurden, verantwortlich oder selbst Täter. Bruno Sattler gehörte in dieser Nacht mit zum Begleitkommando des Transportes, um die vier KPD-Mitglieder angeblich in eine andere Haftanstalt zu verlegen, und das die Todesschüsse am Schäferberg in Wannsee abgegeben hat. In den anschließenden Presseberichten wurde die Darstellung "auf der Flucht erschossen" übernommen.

## Im Reichssicherheitshauptamt
Mit der Gründung des Reichssicherheitshauptamtes (RSHA) im September 1939 wurde er Leiter des Referates IV A 2 (Sabotageabwehr, Sabotagebekämpfung, Politisch-polizeiliche Abwehrbeauftragte, Politisches Fälschungswesen). Kurz vorher, im Sommer 1939 war er mit Reinhold Heller nach Potsdam abgeordnet gewesen; als Leiter der Abt. IV. 1940 nahm Sattler für kurze Zeit an der Sicherstellung der Akten der Zweiten Internationale in Brüssel teil. Zusammen mit Helmut Knochen verließ er Brüssel und ging mit ihm bis August 1941 nach Paris.

## Bei den Einsatzgruppen der Sicherheitspolizei und des SD
Wie andere RSHA-Angehörige wurde auch Sattler, entsprechend dem Schlagwort des Chefs des RSHA Reinhard Heydrich von der „kämpfenden Verwaltung“, zu den Einsatzgruppen der Sicherheitspolizei und des SD in die UdSSR abkommandiert. Hier war er von September 1941 bis Januar 1942 als Ordonnanzoffizier im Sonderkommando (Vorkommando Moskau) der Einsatzgruppe B eingesetzt. Nach Auflösung des VKM wurde aus der Resttruppe das SK 7c.

## Gestapochef in Belgrad
Am Anfang des Jahres 1942 zum SS-Sturmbannführer (SS-Nummer 290.013) und Kriminaldirektor befördert, wurde Sattler nach diesem Einsatz zum Leiter der Abteilung IV (Gestapo) beim Befehlshaber der Sicherheitspolizei und des SD Serbien, SS-Oberführer Emanuel Schäfer, in Belgrad ernannt. Diesen Posten hatte Sattler bis Oktober 1944 inne. Über seine Tätigkeit als Gestapochef in Belgrad führte das Landgericht Greifswald in der damaligen DDR in seinem Urteil vom 3. Juli 1952 Folgendes aus:
„Anfang Februar 1942 wurde der Angeklagte durch das RSHA mit der Leitung der Abteilung IV (Gestapo) in Serbien mit dem Sitz in Belgrad beauftragt. Etwa zwei Monate zuvor war er auf Grund seiner Verdienste, die er sich durch seine Terrormaßnahmen im Sinne der Hitlerschen Gewaltherrschaft erworben hatte, zum Kriminaldirektor befördert und bekleidete den Dienstrang eines SS-Sturmbannführers. Nach seinem Eintreffen in Belgrad meldete er sich bei Dr. Schäfer – dem Chef der Sicherheitspolizei und des Sicherheitsdienstes in Serbien – und übernahm dort die bereits bestehende Abteilung IV, die in Serbien die gleichen Aufgaben hatte wie in allen anderen von den Faschisten besetzten Ländern. Zu den Aufgaben der Gestapo in den von Deutschland besetzten Ländern gehörte u. a. auch die Bekämpfung des Kommunismus und der Widerstandsbewegungen.
In Serbien unterstanden dem Angeklagten ca. 30 Mitarbeiter, die sich aus Angehörigen der Gestapo, der Kriminalpolizei und der Geheimen Feldpolizei zusammensetzten. Für die Dauer ihrer Zugehörigkeit zur Abteilung IV galten auch die Angehörigen der Kriminalpolizei und der Geheimen Feldpolizei als gleichwertige Gestapobeamte. Jedem Angehörigen der Abteilung IV stand ständig ein volksdeutscher Dolmetscher zur Verfügung. Als Leiter dieser Abteilung unterstanden dem Angeklagten in Serbien die Kommissariate ‚Widerstandsbewegung‘ ‚Kommunisten‘, ‚Weißrussen‘ und ‚Juden‘.
Mit Übernahme dieser Tätigkeit durch den Angeklagten beginnt das verbrecherische Wirken der Gestapo in dem von den faschistischen Aggressoren besetzten Jugoslawien. Wie in den anderen von den Faschisten überfallenen Ländern wurde auch die Bevölkerung Jugoslawiens durch die Gestapo unbarmherzig verfolgt und den Massenvernichtungen ausgesetzt. Durch den Einsatz von Vertrauensleuten, die der Angeklagte aus den Kreisen der einheimischen Bevölkerung geworben hatte, erhielt er konkrete Angaben über den Aufbau und die Organisation sowie die Arbeit der Widerstandsgruppen. Durch das organisierte Abhören der in Serbien vorhandenen 12 Sendestationen und die Aufschlüsselung der Funkmeldungen gelangte der Angeklagte weiter in den Besitz wichtiger Meldungen und Unterlagen, die dann zu Gewaltmaßnahmen gegen die Widerstandsgruppen führten.
Der gegen die Widerstandsbewegungen geführte Kampf richtete sich hauptsächlich gegen die Stäbe und Offiziere. Durch das von dem Angeklagten aufgebaute Agenten- und Spionagenetz war es der Gestapo möglich, verschiedene Stäbe auszuheben und die Angehörigen festzunehmen. Wenn auch die Leitung dieser Festnahmeaktion in der Hauptsache in den Händen des SS-Hauptsturmbannführers Brandt lag, so hatte doch auch der Angeklagte die Festnahmeaktion von zwei Stäben der Widerstandsgruppe in Belgrad unmittelbar durchgeführt. Unter seiner Leitung und Verantwortung wurden in Durchführung der dem ihm unterstellten Kommissariat ‚Widerstandsbewegung‘ zugeteilten Aufgaben hunderte aufrechter Kämpfer für Freiheit und Unabhängigkeit ihrer Heimat durch die Gestapo gehetzt und verfolgt, ihrer Freiheit beraubt, ermordet oder anderen Repressalien ausgesetzt. Die Anzahl der festgenommenen Widerstandskämpfer belief sich auf etwa 3000 Personen. Sie wurden, sofern sie nachweislich mit der Widerstandsgruppe nicht in Verbindung standen, unverzüglich entlassen, die übrigen verblieben zunächst in Haft und wurden dann später entweder zur Arbeit nach Deutschland verschleppt oder als Geisel erschossen.
Das Schicksal dieser Menschen lag in den Händen des Angeklagten. Er war berechtigt und ermächtigt, in eigener Verantwortung und Zuständigkeit die bindende Entscheidung zu fällen, das Opfer entweder aus der Haft zu entlassen oder zur Zwangsarbeit zu verschleppen. Hielt der Angeklagte eine Entlassung aus der Haft für nicht angebracht oder selbst eine Verschleppung zur Zwangsarbeit nicht für ausreichend, so fügte er dem Aktenvorgang einen von ihm unterschriebenen Vorschlag bei, das Opfer auf die Geiselvorschlagsliste zu setzen, d. h. als Geisel zu erschießen. Die endgültige Entschließung in diesen Fällen oblag dem Dr. Schäfer als dem Chef der Sicherheitspolizei und des SD von Serbien. Seine Entscheidung war jedoch stets das Ergebnis des von dem Angeklagten unterbreiteten Vorschlages. Den von dem Angeklagten gemachten Vorschlägen auf Geiselerschießungen wurde, wie er zugab, in nur zwei Fällen nicht entsprochen. In allen anderen Fällen wurde entsprechend seinem Vorschlag verfahren. Insgesamt will der Angeklagte Vorschläge für die Erschießungen von 200 bis 220 Geiseln unterbreitet haben, etwa 3000 Serben wurden zur Zwangsarbeit nach Deutschland verschleppt.
Die vom Wehrmachtbefehlshaber festgesetzte Geiselquote betrug im Jahre 1942 100 Serben, d. h. daß für jeden seitens der Widerstandsbewegung erschossenen deutschen Soldaten 100 Geiseln zu erschießen waren. Später wurde diese Quote von 100 auf 20 herabgesetzt. Die Opfer wurden mit einem Lastkraftwagen transportiert, auf dem Schießplatz in Gruppen zu je 10 Mann aufgestellt und dann erschossen und vergraben. Die Erschießungen wurden zunächst durch die Wachkompanie, die sich aus Volksdeutschen zusammensetzte und dem Dr. Schäfer unterstand, durchgeführt. Nachdem die Wachkompanie die Erschießungen durch zuviel Ausfälle nicht mehr vornehmen konnte (es häuften sich die Fälle, daß Angehörige dieser Kompanie umfielen, weil sie das Fließen des Blutes nicht mehr sehen konnten), wurden diese von dem dem Angeklagten unterstellten Kommissariatsleiter Brandt und seinem Stellvertreter Everding vorgenommen, die sich freiwillig hierzu erboten hatten. Der Angeklagte selbst will an keiner Erschießung persönlich teilgenommen haben. Während der Tätigkeit des Angeklagten wurden dreimal 100 und ca. zehnmal 20 Personen erschossen. Hierbei handelte es sich im allgemeinen um Männer im Alter von Mitte 20 bis 50 Jahren.
Dem der Abteilung des Angeklagten unterstehenden Kommissariat ‚Kommunisten‘ oblag die Erforschung und Bekämpfung der kommunistischen Bewegung in Serbien. Das Kommissariat bearbeitete zum größten Teil Anzeigen der Bevölkerung über angebliche Kommunisten oder kommunistische Tätigkeit. Ein großer Teil der darauf vernommenen Personen wurde entlassen. Die einer kommunistischen Tätigkeit überführten Personen wurden zum Arbeitseinsatz nach Deutschland verschickt.
Beim Eintreffen des Angeklagten in Belgrad befand sich dort ein Lager, in dem sich ca. 8000 Juden und später insgesamt ca. 4000 Serben befanden. Die Bewachung des Lagers oblag der Wachkompanie, die unmittelbar dem Dr. Schäfer unterstand. Obwohl dem Angeklagten das Kommissariat ‚Juden‘ unterstand, will er in keiner Weise für dieses bei seiner Ankunft bereits bestandene Lager zuständig gewesen sein, mit Ausnahme der Durchführung von Vernehmungen.
Die Juden waren bereits auf Grund eines Aufrufes des serbischen Polizeichefs eingeliefert worden. Im Frühjahr 1942 wurden auf Veranlassung des Dr. Schäfer von diesen Juden etwa 60 Frauen und Kinder in zwei Transporten in einem Waggon nach Saloniki geleitet. Um den Transport sämtlicher Juden nach Saloniki zu erwirken, wurde von Dr. Schäfer dem Reichssicherheitshauptamt schriftlich ein entsprechender Vorschlag unterbreitet. Da hierauf keine Antwort kam, begab sich Dr. Schäfer zur allgemeinen Berichterstattung nach Berlin, um persönlich wegen der Verlegung der Juden aus Belgrad zu verhandeln. Er erhielt in Berlin jedoch keine bindende Zusage. Bei seiner Rückkehr teilte er u. a. auch dem Angeklagten mit, daß ihm eine schriftliche Benachrichtigung zugesagt worden sei.
Im 2. Halbjahr 1942 erhielt der Angeklagte anläßlich einer Frühbesprechung durch Dr. Schäfer Kenntnis davon, daß von Berlin per Fernschreiben mitgeteilt worden sei, daß ein Gaswagen geschickt würde. Kurze Zeit danach traf auch der angekündigte Gaswagen mit zwei Begleitern ein, die vom Reichssicherheitshauptamt mit entsprechenden Aufträgen versehen waren. Eine Unterstützung dieser Leute wurde von Dr. Schäfer nach Angabe des Angeklagten angeblich untersagt. Es handelte sich bei dem Gaswagen um einen abgedichteten Lastkraftwagen, in den die Abgase des Motors geleitet wurden. Der Wagen faßte ca. 25 bis 30 Personen. Bei der Vernichtung der 8000 Juden will der Angeklagte jedoch nicht zugegen gewesen sein. Er wußte aber, daß die Insassen des Lagers zu bestimmter Zeit in den Wagen eingeladen wurden und zum Schießplatz der Belgrader Garnison kamen. Der Angeklagte wußte auch, daß durch die in den Wagen geleiteten Gase auf der Fahrt vom Lager zum Schießplatz der Tod der Insassen eintrat. In einem halben Jahr sind auf diese Weise sämtliche 8000 Juden umgebracht worden.
Die in diesem Lager untergebrachten Serben wurden von der Wehrmacht aus Kroatien eingeliefert, weil sie angeblich Partisanen waren. Sie wurden der serbischen Flüchtlingshilfe übergeben und von dort aus auf serbische Dörfer verteilt und entlassen.
Im Frühjahr 1944 hatte der Angeklagte die Aufgabe, etwa 50 nachträglich von den Serben übernommene Juden Transporten zuzuteilen, die angeblich zum Arbeitseinsatz nach Wien geleitet werden sollten.
Im Jahre 1942 gingen mehrere von den dem Angeklagten unterstellten Kommissariaten zusammengestellte Arbeitseinsatz-Transporte nach Auschwitz. Diese Transporte nach Auschwitz von ca. 500 Mann wurden von dem Angeklagten auf Anweisung des RSHA in Berlin zusammengestellt. Es handelte sich hierbei um Angehörige der Widerstandsbewegung, deren Entsendung zum Arbeitseinsatz der Angeklagte entschieden hatte. Die Aufnahme dieser Personen erfolgte im Konzentrationslager Auschwitz; wieviel von ihnen im KZ verblieben, will der Angeklagte nicht wissen. Der letzte Transport dieser Art verließ Belgrad etwa Mitte 1944.“
In der Zeit vom 18. Dezember 1944 bis zum 9. Mai 1945 war Sattler beim „Sonderstab für ungarische Rückführungsaktion“ in Wien tätig.

## Das Haus der Familie Leon
1942 eigneten sich Bruno Sattler und seine Frau Elfriede (geb. Kreide 1904–1984) in Berlin-Tempelhof die Hälfte eines Doppelhauses in der Manfred-von-Richthofen-Straße 125 an, das zuletzt Gertrud Leon (geb. Markwald 1881–1944), der Witwe des jüdischen Kaufmanns Bernhard Baruch Leon (1867–1941), gehört hatte. Bernhard Leon stand ab 1926 als Eigentümer für die Neubauten Hohenzollernkorso 48c und 48d in der Gartenstadt Neu-Tempelhof im Berliner Adreßbuch. Durch Umbenennungen nach Jagdfliegern im Ersten Weltkrieg wurde am 21. April 1936 aus dem Hohenzollernkorso 48c die Manfred-von-Richthofen-Straße 125 und aus dem Hohenzollernkorso 48d der Rumeyplan 25. Bruno Sattler wohnte laut Berliner Adreßbuch seit 1938 als Mieter im Rumeyplan 25.
Berhard Leon starb am 16. April 1941 in Berlin, seine Schwester Hulda Leon (1862–1940) und sein Bruder Moritz Leon (1857–1942) wohnten in dem Haus in der Manfred-von-Richthofen-Straße 125. Hulda verstarb dort am 13. November 1940. Gertrud Leon, die Erbin von Bernhard Leon, veräußerte das Haus am 22. Mai 1942 unter Zwang zu einem sehr niedrigen Preis in der Annahme, dass Bruno Sattler dafür sorgen würde, sie zumindest eine Zeit lang vor einer Deportation zu schützen. Diese Annahme war falsch, Gertrud Leon wurde nach dem Verkauf des Hauses zusammen mit Moritz Leon am 7. Juli 1942 aus Berlin in das KZ Theresienstadt deportiert. Der 85-jährige Moritz Leon kam dort bereits am 19. Juli 1942 zu Tode, Gertrud Leon wurde am 9. Oktober 1944 weiter in das Vernichtungslager Auschwitz deportiert und dort ermordet. Im Jahr 1943 war der Eigentümer des Hauses Manfred-von-Richthofen-Straße 125 ungenannt, die durch Flucht nach England überlebenden Kinder der Eheleute Leon führten im Jahr 1950 ein Wiedergutmachungsverfahren gegen Bruno Sattler und Ehefrau Elfriede Sattler, Berlin-Tempelhof, Kaiserkorso 3, und für das Grundstück Rumeyplan 25 ein Wiedergutmachungsverfahren gegen Emil und Irene Blachian, Berlin-Tempelhof, Rumeyplan 25.
2008 spendete die Familie Leon zur Eröffnung der Topographie des Terrors mehrere Fotografien, die im Ausstellungsgraben der freigelegten Kellermauerreste der ehemaligen Gestapo-Zentrale im Prinz-Albrecht-Palais entlang der Niederkirchnerstraße zu sehen sind. Beim Punkt Deportationen wird auf einer Ausstellungstafel das Schicksal der Familie Leon beschrieben und dort steht, dass auch Emil Blachian wie Bruno Sattler Angehöriger der Gestapo gewesen ist.

## Nach Kriegsende
Nach dem Krieg floh Sattler über Linz nach Deutschland, wo er untertauchte und 1947 unter falschem Namen wieder nach Berlin zurückkehrte. Am 11. August 1947 wurde er von der Abteilung K 5, dem späteren Ministerium für Staatssicherheit, unter Beteiligung von Erich Mielke aus West-Berlin verschleppt und in verschiedenen Gefängnissen des NKWD in Berlin und Moskau inhaftiert. Er verschwand aus dem Gesichtskreis aller seiner Angehörigen und wurde 1949 für tot erklärt.
Mit Urteil vom 3. Juli 1952 wurde Sattler vom Landgericht Greifswald in einem Geheimprozess wegen seiner Gestapotätigkeit zu lebenslänglichem Zuchthaus verurteilt. Seine Frau erhielt erst ein Jahr später zufällig Kenntnis vom Überleben ihres Mannes.
Am 15. Oktober 1972 starb Bruno Sattler unter nicht geklärten Umständen in der Strafvollzugsanstalt Leipzig-Meusdorf.
Seine 1942 geborene Tochter Beate Niemann recherchierte über Sattlers Tätigkeit in der NS-Zeit und schrieb 2005 darüber ein Buch unter dem Titel „Mein guter Vater“. Über ihre Recherchen liegt zusätzlich ein TV-Dokumentarfilm Der gute Vater: Eine Tochter klagt an aus dem Jahr 2003 unter der Regie von Yoash Tatari vor. Im Vorfeld des Buchs und Dokumentarfilms gab es einen Briefwechsel zwischen Peter Leon, einem Enkel von Baruch Bernhard und Gertrud Leon, und Beate Niemann.